# Meta Quarck-Hammerschlag
Meta Quarck-Hammerschlag (* 21. Dezember 1864 in Höchst am Main; † 11. August 1954 in Frankfurt am Main), geboren als Meta Heinrichs, verwitwete Hammerschlag, war eine deutsche Sozialpolitikerin und Frauenrechtlerin.

## Leben
Meta Quarck-Hammerschlag war Tochter des Höchster Gelatinefabrikanten Wilhelm Chrysostomus Heinrichs (1836–1908) und dessen Ehefrau Luise, geb. Saurmann (1842–1932). Sie hatte vier Schwestern. Sie wuchs im Dalberger Haus auf, das der Vater 1868 als Fabrikgebäude erworben hatte. Sie besuchte die Volksschule in Höchst, ab 1874 die Elisabethenschule in Frankfurt. 1885 heiratete sie den Chemiker Wilhelm Hammerschlag (1853–1889) und zog nach Elberfeld, wo ihr Mann in den Farbenfabriken vorm. Friedrich Bayer & Co. arbeitete. Aus der Ehe entstammte eine Tochter, Luise Ernestine (1886–1974). 1887 zog die Familie nach Frankfurt, wo ihr Mann Teilhaber der Firma Friedrich Weisbrod wurde. Nach dem plötzlichen Tod ihres Mannes am 24. Januar 1889 behielt sie den Familiennamen bis an ihr Lebensende.
Als Witwe und alleinerziehende Mutter engagierte sie sich ab 1891 als Sozialpolitikerin und Frauenrechtlerin. 1899 bis 1907 lebte sie in Karlsruhe, um ihrer Tochter den Schulbesuch bis zum Abitur und die Aufnahme eines Studiums an der Universität Heidelberg zu ermöglichen. Nach ihrer Rückkehr wohnte sie zunächst im Haushalt ihrer jüngeren Schwester Leonore und deren Mannes Ernst Homberger in der Mainzer Landstraße, nach dem Tod ihres Vaters 1908 zusammen mit ihrer Mutter in der elterlichen Villa im Frankfurter Ostend im Röderbergweg 96–100.

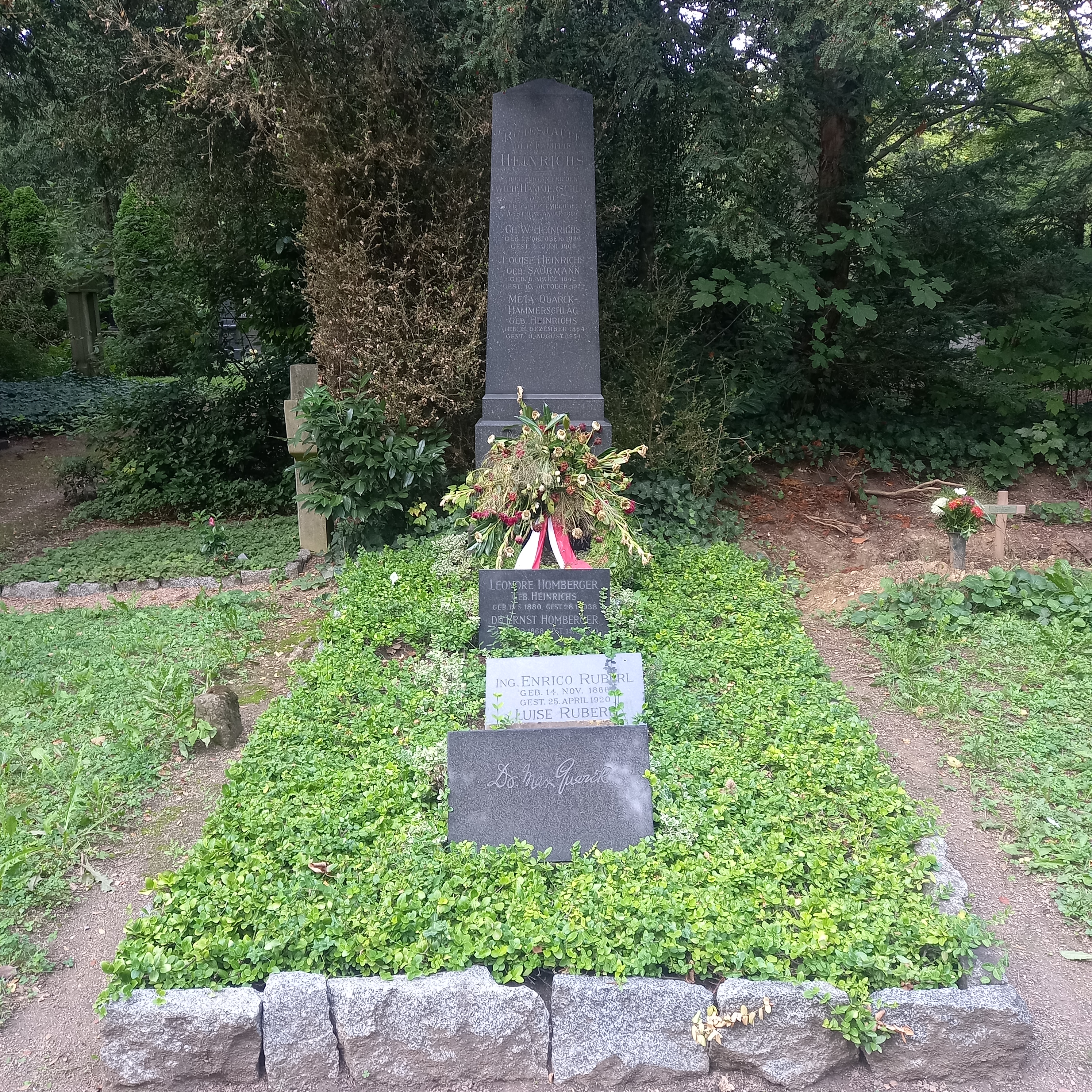
Das Grab von Meta Quarck-Hammerschlag und ihrem Ehemann Max Quarck auf dem Hauptfriedhof (Frankfurt am Main)

1916 heiratete sie den Sozialpolitiker Max Quarck. Im Garten der Villa nutzten sie im ehemaligen Kutscherhaus, einem bis heute erhaltenen historisierenden Fachwerkhaus, gemeinsame Arbeitsräume. Auch die Arbeiterwohlfahrt Hessen-Nassau hatte ihre Geschäftsstelle hier. Während die Villa im Zweiten Weltkrieg zerstört und 1965 abgetragen wurde, blieb das Kutscherhaus erhalten. Es wurde nach dem Krieg unterschiedlich genutzt, beherbergt heute die AWO-Geschichtswerkstatt. Neben der volkstümlichen Bezeichnung Hexenhäuschen trägt es seit 2009 den offiziellen neuen Namen Meta-und-Max-Quarck-Haus.

## Werk
Meta Quarck-Hammerschlag gehörte während der Zeit des Kaiserreichs zu den Vorkämpferinnen einer Emanzipation der Frauen, kämpfte für den Abolitionismus (= Bekämpfung der Prostitution durch Verzicht auf Bestrafung der Frauen und sexuelle Aufklärung) und setzte sich für eine demokratische Verfassung des Staates ein.
Ihr Schwerpunkt lag in der Sozialfürsorge und Jugendpflege. Sie war ein frühes Mitglied des 1892 gegründeten Frankfurter Hauspflegevereins. Ab 1911 gehörte sie der Sozialdemokratischen Partei Deutschlands (SPD) an. Sie gilt als eine ihrer Sozialpolitikerinnen der ersten Stunde. In ihren politischen Zielen wurde sie durch ihren späteren Ehemann beeinflusst, der seit 1901 als erster und zunächst einziger Sozialdemokrat in der Frankfurter Stadtverordnetenversammlung saß.
1920/21 gehörte sie zu den Mitgründerinnen der Frankfurter Arbeiterwohlfahrt.
Während der Zeit der Weimarer Republik gehörte Meta Quarck-Hammerschlag von 1919 bis 1924 und von 1926 bis 1933 in der Funktion einer ehrenamtlichen Stadträtin als erste Frau dem Magistrat der Stadt Frankfurt am Main an (1921 kam als zweite Frau Else Alken für das Zentrum hinzu).
Nach der nationalsozialistischen Machtergreifung wurde sie 1933 ihres Amtes enthoben und erhielt Betätigungsverbot. Die Arbeiterwohlfahrt wurde von den Nazis verboten.
Im August 1943 verließ Meta Quarck-Hammerschlag Frankfurt am Main und kam in Limburg an der Lahn bei Verwandten aus der Familie Hammerschlag unter, die dort ein Großhandelsunternehmen betrieben. Nach ihrer Rückkehr 1948 gehörte sie zu den Neugründerinnen der Frankfurter Arbeiterwohlfahrt. Sie lebte bis zu ihrem Tod 1954 im Stadtteil Bornheim im Haushalt der Stadtältesten Marie Bittorf, mit der sie eine langjährige Freundschaft verband.
Meta Quarck-Hammerschlag erhielt 1952 das Bundesverdienstkreuz am Bande verliehen und bezog seitdem eine städtische Ehrenrente. Sie ist auf dem Frankfurter Hauptfriedhof neben ihrem zweiten Ehemann Ernst Max Quarck begraben. Ein von Ottilie Roederstein gemaltes Porträt befindet sich im Historischen Museum.

## Ehrungen
- Im Jahr 1952 wird ihr das Bundesverdienstkreuz verliehen[3] und eine städtische Ehrenrente zugesprochen[4].
- Die Arbeiterwohlfahrt Frankfurt hat anlässlich ihres 90-jährigen Bestehens im Jahr 2009 das Haus der Geschichtswerkstatt der AWO im Röderbergweg im Frankfurter Stadtteil Ostend Meta-und-Max-Quarck-Haus benannt[5].
- Seit 2017 erinnert eine Gedenkplakette am Dalberger Haus in der Höchster Altstadt an Meta Quarck-Hammerschlag.

## Archivalien
- Institut für Stadtgeschichte der Stadt Frankfurt am Main, Signatur: S 1/241
- Max Quarck, Friedrich-Ebert-Stiftung, fes.de
- BUNDESARCHIV – Zentrale Datenbank Nachlässe In: ‘‘nachlassdatenbank.de‘‘. Abgerufen am 1. September 2016 (Informationen über den Nachlass Meta Quarck-Hammerschlags im Institut für Stadtgeschichte Frankfurt)